# Kadaňský mír

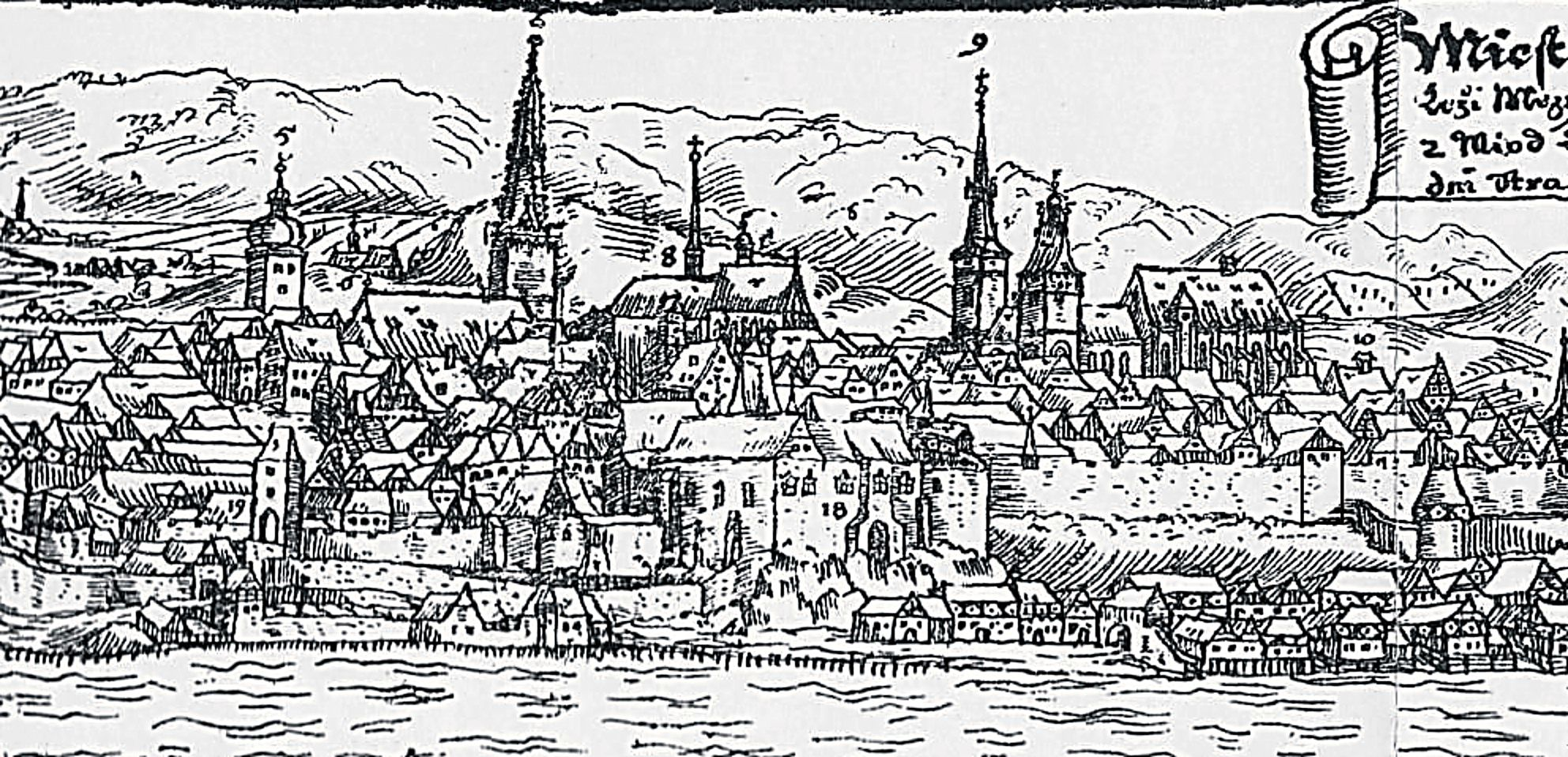
detail panoramatu města Kadaně z veduty Jana Willenberga (1602)

Kadaňský mír (německy Vertrag von Kaaden, Kaadener Vertrag nebo Friedensschluss von Kaaden) je významná církevně-politická událost z dob reformace. Výsledkem byla mírová smlouva podepsaná roku 1534 králem Ferdinandem I. Habsburským, kardinálem Albrechtem Braniborským, saským kurfiřtem Johannem Fridrichem a saským vévodou Georgem Bradatým.

## Průběh
V létě 1534 vpadl lankrabě Filip Hesenský do Württemberska a ve Stuttgartu znovu zjednal vládu vévody Ulricha, čímž v oblasti oslabil vliv katolicky orientovaných Habsburků. Když se pak započala ve Württembersku angažovat reformovaná zwingliánská strana, stal se vznikající problém multikonfesní záležitostí, jež se začala projevovat v otázkách celoevropské mocenské rovnováhy. V té době vrcholilo anabaptistické šílenství se snahou o zbudování Nového Jeruzaléma v Münsteru. V Sasku probíhala kontroverze mezi luterskou linií ernestinskou a katolickou albertinskou, která skončila Lipským mírem v roce 1534. Řešení těchto komplexních sporů mělo být vyjednáno během setkání zástupců katolické strany v čele s římským a českým králem Ferdinandem I. Habsburským a luteránské strany se saským kurfiřtem Johannem Fridrichem. 7. června 1534 přijeli na jednání ve františkánském klášteře v saském krušnohorském Annaberku saský kurfiřt Johann Fridrich v doprovodu saského vévody Georga Bradatého, arcibiskup a kurfiřt mohučský, kancléř Svaté říše římské a hlavní církevní, politický i vojenský odpůrce wittenberské reformace kardinál Albrecht Braniborský následovaný falckrabětem rýnským Ernestem a též vévodou bavorským a biskupem pasovským Ernestem, kteří společně s českým kancléřem Janem Pluhem z Rabštejna a diplomatem Siegmundem z Herbersteinu zastupovali krále Ferdinanda. Jednou z prvních záležitostí byla problematika uznání Ferdinandovi volby římským králem. Jednání v Annaberku byla ukončena 13. června 1534 a přesunula se do královského města Kadaně, kam se již vydal 15. června 1534 Ferdinand I. Habsburský osobně doprovázený biskupem tridentským a kardinálem Bernhardem z Clesu, vrchním hofmistrem Wilhelmem z Rogendorfu, královským pokladníkem Hansem Hoffmanem z Grünbühel, diplomatem Siegmundem z Herbersteinu a pěti dalšími českými pány. Králův doprovod pak navíc tvořil také papežský nuncius Pier Paolo Vergerio. Ještě před jeho příjezdem se do Kadaně dostavili také kurfiřtovi vyslanci Hans z Minkwitz a Dr. Gregorius Bruck s dalšími říšskými knížaty. Od 20. června se pak konala intenzivní jednání. Král a jeho doprovod byli ubytováni přímo na kadaňském hradě, kde se také odehrávala většina jednání, některá jednání probíhala také v budově kadaňské radnice. 26. června 1534 došlo ke konečné dohodě, v prostorách františkánského kláštera v Kadani. Ceremonii předcházela velkolepá společná snídaně na znamení přátelství, která se uskutečnila v klášterních zahradách, a které se zúčastnil i král Ferdinand. Dne 29. června 1534 stvrdili Kadaňský mír vlastnoručně svými podpisy král Ferdinand I. Habsburský, kardinál Albrecht Braniborský, saský kurfiřt Johann Fridrich a saský vévoda Georg Bradatý.